# Miguel Zepeda
Miguel Ángel Zepeda Espinoza (Tepic, 25 maggio 1976) è un ex calciatore messicano, di ruolo centrocampista.

## Carriera

### Club
Debutta durante Atlas-Chivas 2-2 del 13 novembre 1996, giocando gli ultimi sette minuti della partita. Nella stagione 1998 inizia a giocare da titolare, guadagnandosi la chiamata in nazionale e il trasferimento al blasonato Cruz Azul. Nel 2003 passa al Morelia, e la stagione successiva la passa al Toluca. Nel campionato di Apertura 2004 torna al Cruz Azul. Nel 2007 si trasferisce al Veracruz.

### Nazionale
Con la nazionale messicana ha giocato 49 presenze segnando 8 gol.